# Glyptothorax fokiensis
Glyptothorax fokiensis is een straalvinnige vissensoort uit de familie van zuigmeervallen (Sisoridae). De wetenschappelijke naam van de soort is voor het eerst geldig gepubliceerd in 1925 door Rendahl.